# ماركو برونينو
ماركو برونينو (بالإسبانية: Marco Borgnino) (25 أكتوبر 1997 برافاييلا في الأرجنتين - ) هو لاعب كرة قدم أرجنتيني في مركز مهاجم ‏.

## روابط خارجية
- ماركو برونينو على موقع قاعدة بيانات كرة القدم.إي يو (الإنجليزية)
- ماركو برونينو على موقع Soccerway.com (الإنجليزية)